# مدرسة طب ووريك
مدرسة طب ووريك (بالإنجليزية: Warwick Medical School)‏ هي إحدى المدارس لتعليم الطب في المملكة المتحدة. مركز هذه المدرسة الطبية هو جامعة ووريك. تم تأسيس هذه المدرسة رسمياً في عام 2000. فقط تعطي تدريس للخريجين في التدريب الطبي.